# Feliciano Calzada Padrón
Feliciano Calzada Padrón (Teapa, Tabasco, 20 de mayo de 1941) es un político mexicano, miembro del Partido Revolucionario Institucional (PRI). Fue en dos ocasiones diputado federal.

## Biografía
Es licenciado en Derecho por la Universidad Nacional Autónoma de México (UNAM), institución donde también ejerció como docente de Derecho Constitucional. 
En 1973 fue elegido candidato del PRI a diputado federal por el Distrito 1 de Tabasco; resultó elegido, para la XLIX Legislatura que concluyó en 1976. En ella fue secretario y vicepresidente de la mesa directiva de la Cámara; presidente de la comisión de Hacienda; y, coordinador de los diputados de Tabasco.
En la estructura del PRI tabasqueño, fue representante ante el Instituto Federal Electoral (IFE), oficial mayor del comité regional del Distrito Federal, director nacional juvenil del partido, delegado general en diversas entidades, representante ante la Comisión Federal Electoral, secretario general del comité estatal del PRI en Tabasco, secretario de asuntos jurídicos del comité nacional y miembro del consejo técnico consultivo de la Confederación Nacional Campesina (CNC). Fue también director general de asuntos jurídicos de la Comisión Reguladora de la Tenencia de la Tierra (CORETT).
En 1994 fue coordinador de la campaña electoral del candidato del PRI al gobierno de Tabasco, Roberto Madrazo Pintado, en las elecciones de aquel año. Al asumir Madrazo la gubernatura el 1 de enero de 1995, fue nombrado como su secretario particular, y en 1998 pasó a ser secretario de Promoción Económica de su gobierno. Renunció en 1999 para ser coordinador de la precamapaña de Madrazo en busca de la candidatura presidencial del PRI, misma que no logró.
En 2000 fue postulado por segunda ocasión candidato del PRI a diputado federal, esta vez por el Distrito 5 de Tabasco. Logrando el triunfo al recibir el 45.35% de los votos, frente al 36.26% de su mas cercano competidor postulado por la Alianza por México; y siendo elegido a la LVIII Legislatura que tuvo término en 2003. De forma posterior sería delegado y presidente del comité municipal del PRI en el municipio de Centro.